# Loxocera burmanica
Loxocera burmanica är en tvåvingeart som beskrevs av Frey 1955. Loxocera burmanica ingår i släktet Loxocera och familjen rotflugor.
Artens utbredningsområde är Myanmar. Inga underarter finns listade i Catalogue of Life.